# حرکت اشتباه
حرکت اشتباه (به آلمانی: Falsche Bewegung) فیلمی در ژانر درام به کارگردانی ویم وندرس محصول سال ۱۹۷۵ است. در این فیلم بازیگرانی مثل رودیگر فوگلر و هانا شیگولا بازی کرده‌اند.